# Zentrale Datenstelle der Landesfinanzminister
Die Zentrale Datenstelle der Landesfinanzminister (ZDL) ist eine Einrichtung der Finanzministerkonferenz der Länder. Sie hat die Aufgabe, die Finanzministerien durch die Sammlung und Aufbereitung finanzpolitischer Daten zu unterstützen. Ihr Sitz befindet sich im Preußischen Herrenhaus in Berlin, dem Dienstgebäude des Bundesrates. Die ZDL ist eine interne Serviceeinrichtung der Länder. Die von ihr erarbeiteten Informationen stehen lediglich den Finanzministerien der Länder zur Verfügung. Organisatorisch ist sie eine Einrichtung der Senatsverwaltung für Finanzen des Landes Berlin mit Sitz im Bundesrat.
Leiter der Datenstelle ist Dr. William Brunton mit den Fachzuständigkeiten Föderale Finanzbeziehungen, Angelegenheiten der Finanzministerkonferenz und des Finanzausschusses im Bundesrat, Haushalte aller öffentlichen Gebietskörperschaften sowie Reform der Finanzstatistik und stellvertretender Leiter ist Dr. Jürgen Wixforth mit den Zuständigkeiten der Angelegenheiten des Stabilitätsrats, Analyse und Projektion der Haushalte der Länder, Bundesstaatlicher Finanzausgleich sowie Bildungsfinanzierung.

## Einzelnachweis
1. ↑  Webseite „Mitarbeiter“ der ZDL.

## Weblink
- WEB-Präsenz der ZDL